# Rajd Indonezji 1996
Rezultaty Rajdu Indonezji (21. Bank Utama Rally Indonesia), eliminacji Rajdowych Mistrzostw Świata w 1996 roku, który odbył się w dniach 5–7 kwietnia. Była to trzecia runda czempionatu w tamtym roku. Bazą rajdu było miasto Medan.

## Wyniki końcowe rajdu
| Msc.                   | Kierowca               | Pilot                  | Samochód                  | Czas                   | Strata                 | Grupa                  | Punkty                 |
| Klasyfikacja generalna | Klasyfikacja generalna | Klasyfikacja generalna | Klasyfikacja generalna    | Klasyfikacja generalna | Klasyfikacja generalna | Klasyfikacja generalna | Klasyfikacja generalna |
| ---------------------- | ---------------------- | ---------------------- | ------------------------- | ---------------------- | ---------------------- | ---------------------- | ---------------------- |
| 1                      | Carlos Sainz           | Luis Moya              | Ford Escort RS Cosworth   | 5:30.00                | 0.0                    | A8 M                   | 20                     |
| 2.                     | Piero Liatti           | Fabrizia Pons          | Subaru Impreza 555        | 5:30.23                | +0.23                  | A8 M                   | 15                     |
| 3.                     | Juha Kankkunen         | Nicky Grist            | Toyota Celica GT-Four     | 5:31.02                | +1.02                  | A8                     | 12                     |
| 4.                     | Yoshio Fujimoto        | Arne Hertz             | Toyota Celica Turbo 4WD   | 5:49.44                | +19.44                 | A8                     | 10                     |
| 5.                     | Reza Pribadi           | Denis Giraudet         | Toyota Celica GT-Four     | 6:05.17                | +35.17                 | A8                     | 8                      |
| 6.                     | Michael Lieu           | Yoshimasa Nakahara     | Subaru Impreza WRX        | 6:07.22                | +37.22                 | N4                     | 6                      |
| 7.                     | Shigeyuki Konishi      | Hakaru Ichino          | Subaru Impreza WRX        | 6:15.08                | +45.08                 | N4                     | 4                      |
| 8.                     | Irvan Gading           | Karel Harilatu         | Subaru Impreza 555        | 6:15.55                | +45.55                 | A8                     | 3                      |
| 9.                     | Chandra Alim           | Prihatin Kasiman       | Mitsubishi Lancer Evo III | 6:21.41                | +51.41                 | N4                     | 2                      |
| 10.                    | Bambang Hartono        | Agung Baskoro          | Mitsubishi Lancer Evo III | 6:22.10                | +52.10                 | N4                     | 1                      |
| PWRC                   |                        |                        |                           |                        |                        |                        |                        |
| 1 (6.)                 | Michael Lieu           | Yoshimasa Nakahara     | Subaru Impreza WRX        | 6:07.22                | -                      | N4                     |                        |
| 2 (7.)                 | Shigeyuki Konishi      | Hakaru Ichino          | Subaru Impreza WRX        | 6:15.08                | +7:46                  | N4                     |                        |
| 3(9.)                  | Chandra Alim           | Prihatin Kasiman       | Mitsubishi Lancer Evo III | 6:21.41                | +14:19                 | N4                     |                        |

1. ↑  Litera M przy oznaczeniu grupy do której należy samochód oznacza, iż tylko ci kierowcy zdobywali punkty dla swoich zespołów liczonych w klasyfikacji producentów na koniec sezonu.

## Klasyfikacja po 3 rundach
Tabele przedstawiają tylko pięć pierwszych miejsc.

### Kierowcy
| Lp. | Kierowca         | Pkt |
| --- | ---------------- | --- |
| 1   | Tommi Makinen    | 40  |
| 2   | Carlos Sainz     | 35  |
| 3   | Kenneth Eriksson | 23  |
| 4   | Piero Liatti     | 23  |
| 5   | Colin McRae      | 22  |

### Producenci
| Lp. | Producent           | Pkt |
| --- | ------------------- | --- |
| 1   | 555 Subaru WRT      | 122 |
| 2   | Mitsubishi Ralliart | 97  |
| 3   | Ford Motor Co. Ltd. | 88  |